# Austrothaumalea victoriae
Austrothaumalea victoriae är en tvåvingeart som beskrevs av Günther Theischinger 1986. Austrothaumalea victoriae ingår i släktet Austrothaumalea och familjen mätarmyggor. Inga underarter finns listade.